# Francesco Di Jorio
Francesco Di Jorio est un ancien joueur de football Suisse. Il est né le 22 septembre 1973 à Dielsdorf. Il mesure 170 cm et pèse 72 kg. Il jouait au poste de milieu de terrain.

## Biographie

### En club
- 1991-1999 : FC Zurich  Suisse
- →1992-1993 : FC Wettingen  Suisse
- →1994-1995 : Lausanne-Sports  Suisse
- 1999-2001 : Salernitana Sport  Italie
- 2001-2002 : FC Saint-Gall  Suisse
- 2002 : FC Lucerne  Suisse
- 2003-2006 : FC Zurich  Suisse
- →2003 : FC Sion  Suisse
- 2006-2008 : FC Saint-Gall  Suisse
- 2008-2010 : Fenerbahçe Zürich  Suisse
- 2010-2012 : FC United Zürich  Suisse
- 2012-2013 : FC Glattal Dübendorf  Suisse